# Hisae Sawachi
Hisae Sawachi (japanisch 澤地 久枝, Sawachi Hisae; geboren 3. September 1930 in Tokio) ist eine japanische Sachbuchautorin.

## Leben und Wirken
Hisae Sawachi war vier Jahre alt, als die Eltern sie mit in die Mandschurei nahmen. 1945 konnte sie nach Japan zurückkehren. Sie machte ihren Studienabschluss an der Waseda-Universität, trat in den Verlag Chūōkōron-sha ein und wurde Zeitschriftenredakteurin. Später arbeitete sie als Datenassistentin für den Romanautor Gomikawa Junpei. 1972 – Sawachi war über 40 – erschien ihr erstes Buch „Tsumatachi no ni-niroku jiken“ (妻たちの二・二六事件) – „Frauen beim Putschversuch in Japan vom 26. Februar 1936“, das ein Erfolg wurde. Sie fuhr fort, sich mit der Geschichte der Shōwa-Zeit zu beschäftigen, und erhielt 1978 den „Japan Non-Fiction Award“ (日本ノンフィクション賞) für „Hi wa waga kyōchū ni ari – Wasurerareta konoe heishi no hanran – Takehashi jiken“ (火はわが胸中にあり 忘れられた近衛兵士の叛乱-竹橋事件) – „In meinem Herzen ist Feuer – die vergessene Rebellion der kaiserlichen Garde – der Takebashi-Zwischenfall“ und 1986 den Kikuchi-Kan-Preis für „Umi yo nemure“ (滄海よ眠れ) – „Meer, schlafe!“ und andere Werke. Außerdem verfasste sie „Shōwa-shi no onna“ (昭和史のおんな) – „Frauen in der Shōwa-Zeit“ und weitere Werke, insgesamt fast 60. Das letzte Buch erschien 2015 mit dem Titel „14-sai (fourteen) Manshū kaitaku mura kara no kikan“ (14歳〈フォーティーン〉満州開拓村からの帰還) – „Mit 14 Jahren – Rückkehr aus einem Siedlungsdorf in der Mandschurei“, die Erinnerung an die eigene Jugend.
2009 erhielt Sawachi den Asahi-Preis für ihre nicht fiktionale Darstellung der Hintergründe, die zum Zweiten Weltkrieg führten, und 2010 den „NHK Broadcast Culture Award 2010“.